# Xu Zheng
Xu Zheng (1994) es un deportista chino que compite en triatlón. Ganó dos medallas en el Campeonato Asiático de Triatlón, bronce en 2016 y plata en 2019.

## Palmarés internacional
| Campeonato Asiático | Campeonato Asiático      | Campeonato Asiático | Campeonato Asiático |
| Año                 | Lugar                    | Medalla             | Prueba              |
| ------------------- | ------------------------ | ------------------- | ------------------- |
| 2016                | Hatsukaichi (Japón)      | Medalla de bronce   | Relevo mixto        |
| 2019                | Gyeongju (Corea del Sur) | Medalla de plata    | Relevo mixto        |